# ISO 3166-2:TL
ISO 3166-2:TL è uno standard ISO che definisce i codici geografici delle suddivisioni di Timor Est; è un sottogruppo dello standard ISO 3166-2.
I codici, assegnati ai 13 distretti, sono formati da TL- (sigla ISO 3166-1 alpha-2 dello Stato), seguito da due lettere.

## Codici
| Codice | Nome del distretto in portoghese | Nome del distretto in tetum |
| ------ | -------------------------------- | --------------------------- |
| TL-AL  | Aileu                            | Aileu                       |
| TL-AN  | Ainaro                           | Ainaru                      |
| TL-BA  | Baucau                           | Baukau                      |
| TL-BO  | Bobonaro                         | Bobonaru                    |
| TL-CO  | Cova Lima                        | Kovalima                    |
| TL-DI  | Díli                             | Díli                        |
| TL-ER  | Ermera                           | Ermera                      |
| TL-LA  | Lautem                           | Lautém                      |
| TL-LI  | Liquiçá                          | Likisá                      |
| TL-MT  | Manatuto                         | Manatutu                    |
| TL-MF  | Manufahi                         | Manufahi                    |
| TL-OE  | Oecussi                          | Oekusi-Ambenu               |
| TL-VI  | Viqueque                         | Vikeke                      |